# ゼルダ・セイヤー

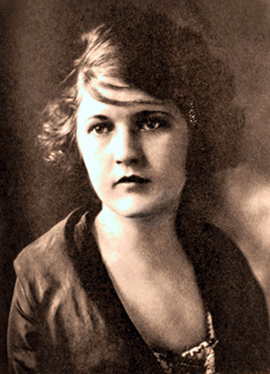
17歳のゼルダ・セイヤー

ゼルダ・セイヤー・フィッツジェラルド（英: Zelda Sayre Fitzgerald, 1900年7月24日 - 1948年3月10日)は、アラバマ州モンゴメリー生まれの小説家であり、F・スコット・フィッツジェラルドの妻である。夫に「アメリカで最初のフラッパー」とあだ名された1920年代の象徴的存在で、彼の第一作『楽園のこちら側』（1920年）の成功以来、夫婦ともに有名人となった。ニューヨーク市の新聞が揃ってジャズ・エイジと狂騒の20年代の申し子と書き立てた二人は、若く、人には裕福にみえ、美しかった。
すでに子どもの頃からゼルダの大胆な行動はモンゴメリーの噂話の的だった。高校を出てすぐに、とあるダンスパーティーでF・スコット・フィッツジェラルドと知り合い、慌ただしい求婚を受けた。しかし情熱を打ち明けたスコットは、ゼルダにとって他にもいる男の一人だった。喧嘩があり短くない期間の破局があったにもかかわらず、二人は1920年に結婚し、それから数年を文字通りニューヨークのスターとして過ごした。1920年代後半になるとヨーロッパへ移り、単なる有名人からロスト･ジェネレーションの国籍離脱者（英: Expatriates）として名をはせる。スコットが『グレート・ギャツビー』とその他の短編小説で名声を手にし、ゼルダとともにアーネスト・ヘミングウェイのような人気作家と知り合いになる一方で、二人の結婚生活はもつれあう嫉妬と怨嗟、冷笑に満ちていた。スコットはゼルダとの関係を小説の材料に使い、彼女の日記から断片を拾い上げて作中のヒロインにあてはめた。芸術家としての自分自身を求めて、ゼルダは雑誌記事や短編小説を書き、さらに27歳のときにはバレリーナの道にとりつかれ、疲れ果てるまで練習に打ち込んだ。
嵐のような結婚生活を送るなか、夫のアルコール依存症と自身の情緒不安は悪化していき、ヨーロッパ滞在中に統合失調症を発症、スイスの病院に送られたのちに帰国、1930年にシェパード・プラットのサナトリウムへ入院した。メリーランド州トゥーソンの病院にかかっている間に半自伝的な小説『ワルツは私と』が書かれ、1932年に出版された。スコットは二人の生活が勝手に題材に使われていると憤慨したが、1934年には『夜はやさし』で自身も同じ事をした。二つの対照的な小説でゼルダとスコットの破綻した結婚生活が描かれることになった。
アメリカに戻ったスコットは、ハリウッドで脚本家に挑戦し、ハリウッドスター専門の美人ゴシップコラムニストのシーラ・グレアムと関係を持つようになった。ゼルダは1936年にノースカロライナ州アッシュビルのハイランド精神病院に入り、スコットは1940年12月にアルコール依存症からくる心臓発作で急死した。ゼルダと彼が最後に顔を会わせたのはその1年半前だった。彼女は療養生活の中で二作目の小説を書くことに費やしたが、ついに完成せず、絵画に熱中するようになる。1948年、入院していた病院で火災が発生し、ゼルダはこれに巻き込まれて死亡した。
二人が亡くなってから間もなく、再びフィッツジェラルド夫妻に対する世間の関心が高まり始めた。彼らは本や映画などのテーマとして人気になるだけでなく研究者たちの注目も集め、ジャズ･エイジと狂騒の20年代の象徴として生きたゼルダには死後に新たな顔が加わった。ベストセラーとなった1970年の伝記がゼルダを高圧的な夫の被害者として描いてから、彼女はフェミニストのアイコンにもなったのである。1992年にはアラバマ女性の殿堂に加えられている。

## 生涯

### 家族と幼年時代

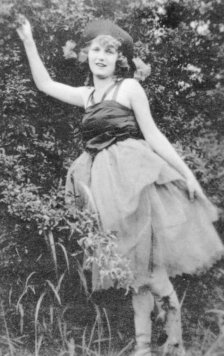
ダンスの衣装を着たゼルダ（16歳ごろ）

ゼルダ・セイヤーはアラバマ州モンゴメリーに6人兄弟の末子として産まれた。母のミネルヴァ･バックナー・「ミニー」・マッケン(1860年11月23日 - 1958年1月13日）はその娘の名前をあまり知られていない二つの小説の登場人物からとった。ジェーン・ハワードの「Zelda: A Tale of the Massachusetts Colony」(1866年)とロバート･エドワード・フランクリンの「Zelda's Fortune」(1874年)である。どちらのゼルダもジプシーだった。甘やかされた子供であり母親には溺愛されたが、アラバマ州最高裁判所判事で州内でも指導的な立場にあった父親のアンソニー・ディキンソン・セイヤー（1858年 - 1930年）は厳格な人間で、娘にも他人行儀だった。一家の祖先はロングアイランドからの初期の移民で、内戦前にアラバマ州に移って来た。ゼルダが産まれる頃のセイヤー家は南部でも有名な一族だった。大叔父であるジョン・テイラー・モーガンは上院議員を6期務め、父方の祖父はモンゴメリーで新聞を発行していた。母方の祖父であるウィリス・ベンソン・マッケンもケンタッキー州から上院議員に選出されている。兄弟はアンソニー・ディキンスン・セイヤー・ジュニア(1894–1933)、マージョリー・セイヤー(マイナー・ウィリアムソン・ベンソン夫人 1886–1960）、ロザリンド・セイヤー（ニューマン･スミス夫人 1889-?) 、クロティルダ・セイヤー（ジョン・パーマー夫人 1891–1986)である。
子供の頃のゼルダ・セイヤーは人並み外れて快活だった。ダンスをし、バレエのレッスンを受け、外でもよく遊んだ。1914年からシドニー・ラニア高校に通い始める。利発な生徒ではあったが、授業には関心を持たなかった。積極的な社交的生活を送ったこの高校でもバレエの勉強は続いた。酒と煙草に手を出し、恋人と二人きりで時間を過ごすゼルダを、彼女のダンス･パフォーマンスに触れたある新聞記事が「男と水泳」のことしか頭にない人間、と引き合いに出したこともあった。彼女は注目を浴びることを自らの喜びにし、進んで慣習に逆らうかのように振る舞うようになる。そのためにならチャールストンを踊ることも、裸で泳いでいるという噂を広めるためにぴたりとした肌色の水着をつけることもいとわなかった。しかし父親の名声が盾となり社会からこぼれ落ちることはなかった。とはいえ当時南部の女性は優しくて人が良く、素直なものというのが相場で、つまり周囲の人間にとってセイヤーの奇行はショッキングであり、すぐに彼女は―幼少期からの友人で後のハリウッド女優であるタルラー・バンクヘッドとともに―モンゴメリーのゴシップの中心人物になった。ゼルダの精神風土は高校の卒業写真の下部に要約されている。
借りるだけなら誰でもできるのに全人生が仕事でなければいけないわけはある？
今日のことだけ考えて、明日のことを気にするのはやめましょう

### F・スコット・フィッツジェラルド

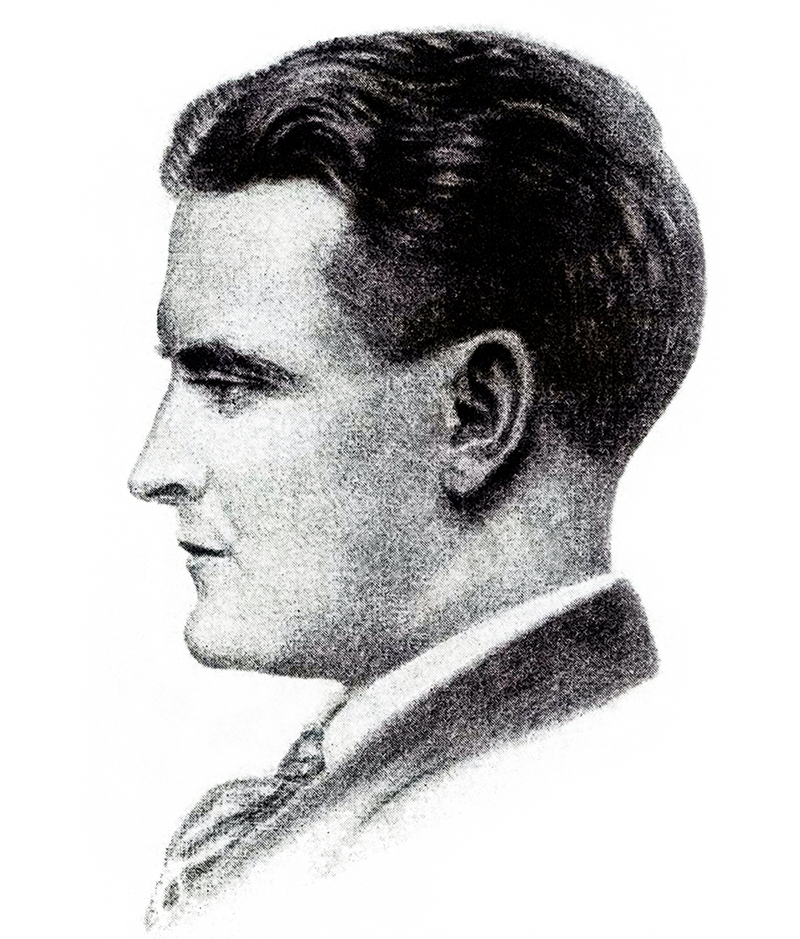
1921年のF・スコット・フィッツジェラルド

ゼルダと知り合ったスコットは毎日のように電話をかけ、休みの日にはモンゴメリーまでやって来るようになった。有名になる計画を語って聞かせ、書きかけの本の一部を送っている。すっかり夢中になったスコットは「楽園のこちら側」のロザリンドをゼルダに似た女性に書き直したほどだった。彼は「あらゆるロザリンド評は彼女の美につきる」と書き、本人にも「ヒロインが君にそっくりなところは4つや5つではない」と話している。彼女はスコットにとって単なるミューズではなく、自分の小説にゼルダの日記の一部を一字一句違えず抜き書きして使った。「楽園のこちら側」の終わりにエイモリー・ブレインが墓地で独りごちるが、このモノローグはゼルダの日誌からそのまま採られている。
ゼルダに言い寄る男はスコット一人ではなく、この競争こそが彼女を求める思いをいや増した。スコットが生涯にわたって書きため細心に扱っていた日記には9月7日に恋に落ちた、とある。最終的にはゼルダのほうも彼を愛するようになった。「それまで誰も気づかなかったゼルダの中の何かをスコットは揺り動かした。それはスコットにも通じる、ロマンティックともいえる自分自身への誇りだった。」と伝記作家のナンシー･ミルフォードは言う。
しかし間もなくスコットは北方へ召還され、10月に二人の交際は途切れた。フランス行きを期待していた彼だったが、派遣されたのはロングアイランドのキャンプ･ミルズだった。任地にいるうちに休戦協定が締結され、スコットはモンゴメリー近くの基地に戻り、12月には分かちがたい情熱的なつきあいを取り戻した。スコットは後に当時の二人が「性に関しては無軌道」だったと書いている。1919年2月14日に除隊したスコットは、成功を求めてニューヨークに向かった。
スコットはゼルダと頻繁に手紙を交わし、1920年3月には母の指輪を送って婚約した。しかしゼルダの友人や家族は二人の関係を危ぶんでいた 。スコットの酒量が尋常ではなかった上にカトリックであったことも、エピスコパリアンのゼルダの家族から好ましく思われない理由だった。

### 結婚

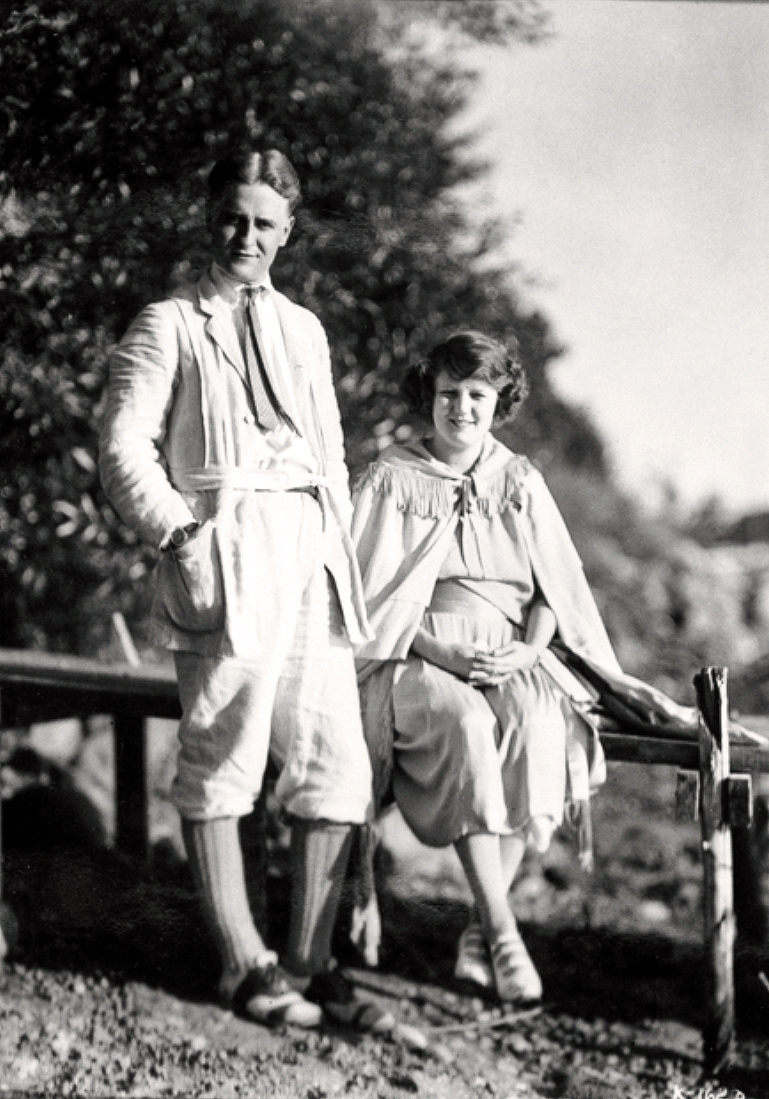
フィッツジェラルドとゼルダ（1921年）

9月にはスコットの最初の小説である「楽園のこちら側」が完成し、出版前の校正もすぐに終わった。それを聞いたスコットはまず、出版社のマックスウェル・パーキンズに手紙を出してすぐに発売するようにと急がせた。「とにかくいろんなものがこの本の成功にかかっているんだ―もちろん女だってそうさ」。そして11月に小説のニュースを手土産にして彼はモンゴメリーに凱旋した。ゼルダは本が出版されたなら結婚すると約束し、スコットも彼女を「虹色に輝く世界の始まり」ニューヨークに連れていくことを誓った。「楽園のこちら側」は3月26日に出版され、ゼルダも30日にはニューヨークに着いた。そして1920年4月3日に、セント・パトリック大聖堂で開かれるささやかな結婚式に先んじて二人は結婚した。
ニューヨークでスコットとゼルダは時の人となった。それは「楽園のこちら側」の成功だけでなく二人の放縦な暮らしに負うところが大きかった。酔態に顔をしかめられビルトモアホテルからもコモドールホテルからも退去を命じられていた。ゼルダがユニオンスクエアの噴水に飛び込んだこともあった。ドロシー・パーカーがはじめてスコットとゼルダに会った時、二人はタクシーの屋根に座っていた、ということもあった。「あの人たちの若さがまぶしくて、二人ともまるで太陽から出てきたかのように見えた。「誰もが」二人と会いたがった」とパーカーは語っている。二人の社会生活はアルコールを燃料にしていた。表向きにはパーティに来る頃にはもうまどろんでいる程度だったが、人目のないところでは激しい喧嘩につながることもあった。しかしひとたびニューヨークの新聞に載ればゼルダとスコットの扱いは、二人が喜んだように、まさに若さと成功の象徴だった。彼らはジャズ・エイジの「アンファン・テリブル」だった
スコットが二番目の小説「美しく呪われし者」の完成に向けて執筆に打ち込んでいた1921年のヴァレンタインデイに、ゼルダは自分が妊娠していることに気づいた。二人は子供を産むためにスコットの生家があるミネソタ州セントポールに行くことを決めた 。1921年10月26日にフランシス・「スコティー」・フィッツジェラルドが産まれた。麻酔が切れた時の言葉をスコットは書き残している。「Oh, God, goofo I'm drunk. Mark Twain. Isn't she smart—she has the hiccups. I hope it's beautiful and a fool—a beautiful little fool".」。このときの言葉の大部分はスコットの小説に使われた。「グレート・ギャツビー」のデイジー・ブキャナンも娘に向かって同じ希望を口にするのである。
ゼルダはことさら家庭を顧みたり、家政に興味を示すといったことは決してなかった。1922年には、フィッツジェラルド夫妻は娘のために保母を一人、家の掃除に二人、洗濯物に一人を雇うようになった。ハーパー&ブラザーズ社から「有名人のお気に入りレシピ」の原稿を依頼されたゼルダは次のような文章を書いている。「ベーコンがあれば料理人にどのフライパンで炒めるのか聞きましょう。それから卵を探して、二個ぐらいポーチドエッグにするよう料理人を説得してみてください。トーストはとても焦げやすいので、試さないほうが無難です。ベーコンも焦げやすいので、火を強くしすぎないで。さもないと家を1週間はあけるはめになるかもしれません。陶器の皿に入れて出したほうがいいですが、手元にあるのが金の皿か木の皿であるならそれでも構いません」。
1922年の初め頃、ゼルダは再び子供を身ごもった。彼女は中絶をしたと考えられている。スコットも3月にこう日記に書いている「ゼルダとその中絶医」。ゼルダが二度目の妊娠に何を思ったのかは定かではない。しかし完成間近だった小説「美しく呪われし者」の第一稿には、ヒロインであるグロリアが自分は妊娠したと思う場面がある。そこへ主人公のアンソニーが「ほかの女とも話して、最善の行動を見つけるんだ。ほとんどの人間はどうにかしているものだ」と諭す。このアンソニーの薦めは最終稿からは除かれており、力点は中絶という選択肢から妊娠で体型が崩れることを気にするグロリアへと移されている。

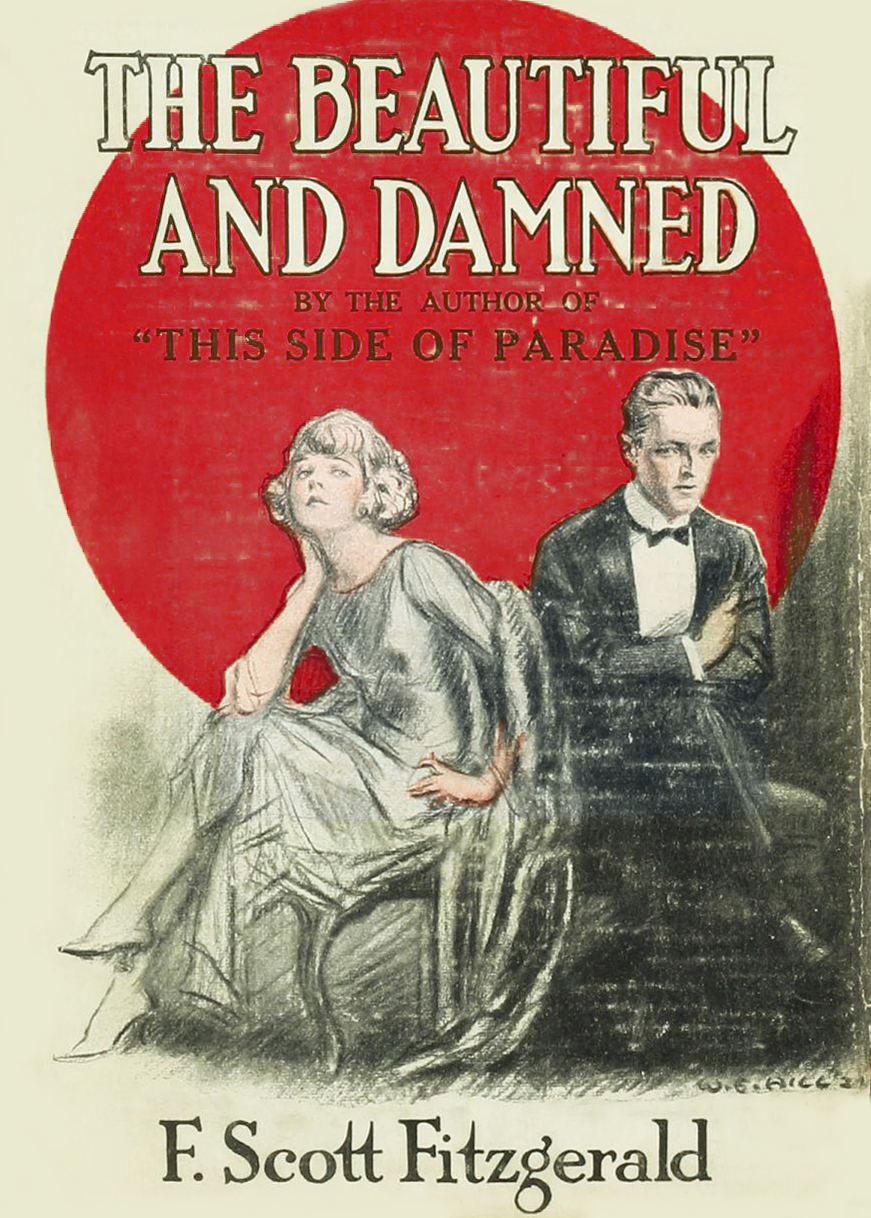
「美しく呪われしもの」の初版本。主人公のアンソニーはスコットに、グロリアはゼルダによく似ている

「美しく呪われし者」の出版が近づくと、「ニューヨーク･トリビューン」で新しく文芸担当になったバートン・ラスコーが、スコットの最新作を大胆にレビューして読者にアピールするよい機会だとゼルダに持ちかけた。彼女は書評のなかで自分の日記から夫の作品に使われている箇所を冗談めかして援用したが、記述が無断で使用されたことにゼルダは純然たる怒りを覚えていた。

まずは皆さん、次のような芸術上の根拠がありますので必ずこの本を買いましょう。一つ目、私はとっても可愛いゴールドのドレスの布地がたった300ドルで売ってる店が42番通りのどこにあるかを知っているからです。いろんな人が買うなら、完璧なサークレットのついたプラチナのリングもいいですね。たくさんの人が買うならの話ですが、私の夫も新しい冬用のオーバーコートを必要としています。いま彼が持っているものは3年間よく持ったのですが…。あるページで私が古い日記に書いた内容を見つけたような気がします。不思議なことに結婚してすぐどこかにいってしまった日記なのですが。手紙の切れ端もそうですね。だいぶ手が入っているようですが、私にはなんとなく見覚えがあります。フィッツジェラルド氏（確か自分の名前をこう書いていました）は剽窃はお家で始めるものと考えてらっしゃるようですね。

この文章をきっかけに他の雑誌からもゼルダにオファーが届いた。6月にはゼルダが書いた「フラッパーへの讃辞」がメトロポリタン･マガジンに掲載される。表向きにはフラッパー的ライフスタイルが廃れているという内容だったが、ゼルダの伝記作家ナンシー･ミルフォードはこのエッセイが「彼女自身の存在意義を守るためのもの」であったという。

ゼルダは短編小説や原稿を書いては売り続け、戯曲「野菜」を執筆するスコットを支援した。しかしそれが失敗に終わったときフィッツジェラルド夫妻は自分たちが借金を背負っていることに気がついた。スコットは借金を返すために猛烈な勢いで短篇を書いたが、やがて燃え尽き、憂鬱状態に陥った。1924年4月に二人はパリに発った。

### 国籍離脱
二人は住所をパリに移し、そこからすぐにコート・ダジュールのアンティーブに移った。スコットが2作目の長編の執筆にかかりきりになった事で構ってもらえなくなった間、ゼルダは若く溌剌としたフランス人の空軍パイロット、エドゥアール・ジョーザン（Edouard S. Jozan）に夢中になった。ゼルダはジョーザンと日暮れまでビーチで泳ぎを楽しみ、夜はカジノでダンスをした。6週間後、ゼルダはスコットに離婚を申し出た。これに狼狽した彼は、はじめジョーザンに会わせろと要求したが、ついにはゼルダを自分たちの家に監禁し、離婚を諦めるまでそこに閉じ込めた。ジョーザンはゼルダが夫にそんな頼み事をしていることを知らず、その年のうちにコートダジュールを去り、ゼルダと再び会うことはなかった。ゼルダとジョーザンがどこまでの関係であったかは不明だが、多くの関係者は2人が肉体関係にまで及んでいたと考えている。しかし、後にジョーザンはゼルダの伝記作家ミルフォードとのインタビューで「あの二人はどちらもドラマを必要としていた。彼らはそれをでっちあげ、おそらくは自分たちの穏やかでない、すこしだけ不健全な想像力の犠牲者に進んでなったんだ」と述べ、これを否定している。

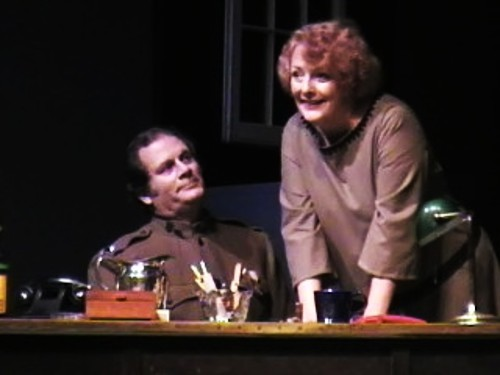
ランス･アデル（スコット）とローレン･ブルーム（ゼルダ）の「ラスト・フラッパー」。ゼルダの生涯を舞台化した作品である

事件の後も、二人は以前と同じように、友人たちの前では幸せそうに振る舞った。しかし、9月になってゼルダは睡眠薬の過剰摂取を起こす。二人はこのときの事を口外することはなく、これが自殺の試みであるのかどうかの議論も拒んだ。スコットは執筆活動に戻り、長編を10月に完成させた。完成を祝ってローマとカプリ島へ旅行をしてみたが、ゼルダもスコットも不幸せで不健康なままだった。旅行の途中で小説の校正刷りを受けとった彼はタイトルに頭を悩ませた。「ウェストエッグのトルマキオ」か、ただ「トルマキオ」あるいは「ギャツビー」か、「金色帽子のギャツビー」、「高跳びする恋人」という候補もあった。 「グレート・ギャツビー」という題を選んだのはゼルダだった。大腸炎にかかったゼルダが絵を描き始めたのもこの旅の途中である。
1925年4月にパリに戻ったスコットは、作家として売り出すために何かと動いたアーネスト・ヘミングウェイに会い、固い友情を結んだ。しかしゼルダとヘミングウェイは最初に顔を合わせたこのときから互いを嫌っていた。ゼルダは隠すことなく「にせもの」「胸まで髪をのばしたフェアリー（同性愛者の意）」「不渡り手形と同じいんちき」と呼んだが、つまり彼女はヘミングウェイの傲慢なマチズモ的人間像はただのポーズだと考えていたのである。ヘミングウェイのほうでも「彼女はきちがいだ」とスコットに話し、早く別れた方がいいとすら提言したが、当然彼は取り合わなかった。一方でヘミングウェイを介して、ゼルダとスコットはガートルード・スタイン、アリス・B・トクラス、ロバート・マッカルモンといったロスト･ジェネレーションの海外居住者コミュニティのメンバーのほとんどと知り合いになった。
それまでにない深刻な亀裂が生じたのは、ゼルダがスコットに「性生活が衰えたのは貴方がフェアリーであり、ヘミングウェイと浮気をしているのだろう」と言ったときだった。彼らが同性愛者だという証拠は全くなかったが、それでもスコットは濡れ衣を着せられないよう、売春婦と寝て自分の男らしさを証明することを決めた。そしてゼルダは言い争うようになる前に夫が買ったコンドームを見つけたため、激しい喧嘩に発展し、嫉妬はその後もおさまらなかった。それからも、イサドラ・ダンカンとの会話に夢中になって自分を無視したという理由から、パーティの途中で大理石の階段に身投げするということがあった。

### 病
スコットはゼルダの強烈な性格を自分の作品に徹底的に利用したが、夫婦間の衝突の大半は、彼の執筆中にゼルダが覚える退屈と孤独感に端を発したものであった。彼女はスコットの創作活動の重要性には興味を示さなかったため、仕事をしていると邪魔に入ることもしばしばだった。二人はますます幸せから遠ざり、スコットはアルコール依存症になり、ゼルダは情緒不安定が進み、行動も常軌を逸したものになった。どちらも創作に向かって励むことはなくなった。
ゼルダは誰にもよらない自分自身の才能を磨きたいという強い思いを持っていた。そこにはおそらく夫の名声や作家として成功への反発があった。27歳のゼルダは、かつて勉強していたバレエにとりつかれたようになる。子供のころは踊りが上手いと褒められており、友人たちの評価もまちまちだったとはいえ、ダンスには人並みの才能があるようだった。しかしプロのダンサーになりたいという妻の願いに対してスコットは時間の無駄だと考え、まったく非協力的だった。
ダンサーになるにはやり直す時期があまりにも遅かったとはいえ、ゼルダは毎日とりつかれたように、厳しすぎるほどの練習を自らに課した。それは長さにして一日8時間にも及び、その後の肉体的、精神的な衰弱につながったとされる。1929年9月にはナポリのサン・カルロ・オペラ団の学校に誘われたが、それは彼女の望みからすればあまりにささやかな成功であり、結局は断っている。社会はまだフィッツジェラルド夫妻が人も羨む暮らしを送っていると信じていたが、友人たちから見た二人のパーティーは洗練されたものからどこか破滅的なものになっていき、どちらとつきあった人間も不愉快な思いをするようになっていた。
1930年4月、ゼルダは精神的な発作を起こし、フランスのサナトリウムに入院した。この地でヨーロッパで最先端の精神科医の一人に観察と診察、治療を1ヶ月にわたって受けた結果、統合失調症と診断された。始めはパリ郊外の病院へ通ったが、その後スイスのモントルーへ移った。病院では主に胃腸の症状の治療をしていたが、精神的な問題が大きいため結果としてレマン湖のそばにあるプランジャンの施設に移ることになった。1931年9月に退院し、ゼルダの父が臨終の床にあったアラバマ州モンゴメリーに夫婦で戻った。家族を失う悲しみに暮れるなか、スコットはハリウッドへ発つことを告げた。彼女の父親はスコットが不在のときに亡くなり、ゼルダの健康はまたしても悪化した。1932年9月には、精神病院での生活に戻った。

### ワルツは私と
1932年、ボルチモアにあるジョンズ・ホプキンス大学病院付属のフィップス診療所で治療を受けている間、ゼルダの創造力はたくましかった。診療所に通い始めてから6週間で小説を最後まで書いてしまうと、『ワルツは私と』の題でスコットの小説を出していた出版社のマクスウェル・パーキンズに送った。
その1週間後にゼルダの本を読み通したスコットは、この本は自分たち夫妻の結婚を扱った半自伝的な作品であり、妻に宛てた手紙のなかで、この小説にある自伝的な要素は自分が『夜はやさし』で使う予定だったと怒り、非難している（『夜はやさし』は、最終的に1934年に出版された）。
スコットは本を書き直すようゼルダに迫り、自分が使いたかった題材をもとにしている箇所を削除させた。しかし、大恐慌がアメリカを襲うなかスクリブナー社は本を出版することに同意し、3010部を刷って1932年10月7日に発売した。
二人と小説の類似は明らかだった。南部出身の判事を父にもつ、ゼルダに似た主人公のアラバマ・ベッグスは、突然作品が知られ有名になる野心的な画家デイヴィッド・ナイトと結婚する。二人はコネチカットで放蕩生活を送り、その後はフランスで暮らす。結婚に満足できないアラバマはバレエの道に身を投じる。チャンスはないと告げられるが、彼女はそれに耐え、3年後にはオペラ団のリードダンサーになる。しかしアラバマはノイローゼになり病にかかる。小説の終わりで二人は、アラバマの父が死の床に伏す南部の彼女の家族のもとに帰る、という内容であった。
テーマからみると、小説は「人生について助手席からあれこれ口を出す」人間から成長しようともがくアラバマの（つまりゼルダの）姿を描いており、彼女は夫によりかからずに自分自身で成し遂げたことに関心を持ってもらおうとする 。ゼルダの文体はスコットのそれとはまったく異なっていた。『ワルツは私と』は言葉遊びと複雑な隠喩に満ちており、同時にきわめて官能的な小説でもあった。文学者のジャクリーヌ・タヴェルニエ＝クルバンは1979年にこう書いている。「この官能性がどこから起こるかといえば、あらゆる描写にみてとることができる、彼女のうちに渦巻く生命、身体への意識、感情だけでなく単純な事実の表現を通じた自然なイメージ、特に触覚と嗅覚の圧倒的な存在感にアラバマが向ける視線から生じているのである」。
しかし、当時この本は批評家からの評価が芳しくなかった上に、売れたのがわずかに1,392部で、ゼルダを落胆させた。彼女の印税収入はわずか120.73ドルだった。スコットからの非難と、「三流の書き手」という酷評にゼルダはひどく落胆し、結局『ワルツは私と』は、彼女が生前に出版した唯一の小説となった。

### 余生
1930年代半ばから、ゼルダは残りの人生をさまざまな精神的苦痛を抱えて過ごした。彼女はいくつかの短編を書いたほか、サナトリウムの内外で書きためた何枚かの絵が1934年に展示会に出されたが、小説を出版した時と同様の冷めた反応に彼女はまた失望した。『ニューヨーカー』は、単に「いまや伝説に近いゼルダ・フィッツジェラルドその人による作品群。感情に訴える響きや連想をどれだけ伴おうとも、いわゆるジャズ・エイジの頃のままであるようだ」と酷評し、絵そのものに関する記述はまったく無かった。そして、彼女には暴力的な面と埋没志向が交互に現れるようになった。1936年にスコットは彼女をノースカロライナのアシュビルにあるハイランド病院に入れ、友人たちに悲壮な手紙を書いている。
ゼルダの入院費や娘スコッティの学費がかさむ一方で、スコットが自信を持って発表した『夜はやさし』は、期待していたほどには売れ行きが良くなかった。大恐慌下のアメリカでは、すでに二人は過去の人になっていた 。ゼルダが入院している間にスコットは再びハリウッドに戻り、映画脚本家として週1000ドルの仕事をメトロ・ゴールドウィン・メイヤー社と始めるのは1937年6月のことだった。
ゼルダの知らぬ所で、彼は映画コラムニストのシーラ・グレアムと深い関係を持ち始めた。恋愛は刺激的だったが、スコットは辛辣な人となりになり、疲れを隠さないようになった。1938年に娘のスコッティが寄宿学校を退学になると、スコットはそのことでゼルダを責め立てた。結果的にスコッティはヴァッサー大学に合格したものの、ゼルダへの憎しみは以前よりも強くなった。スコットの胸のうちをミルフォードはこう書いている。
1938年にグレアムと酔いに任せた激しい喧嘩をした後、スコットはアシュビルに帰った。その頃ゼルダのいる病院ではキューバに旅行する計画を立てているグループがあったのだが、彼女がそれに間に合わなかったため、フィッツジェラルド夫妻は自分たちで行くことを決めた。この再会は、結果的に惨憺たるものであった。スコットは闘鶏を止めに入ろうとして殴られ、アメリカに帰ってからも疲労困憊していた上に、アルコール依存症からくる心臓発作を起こし、病院に入れられてしまった。そして、二人が再び顔を合わせることはなかった。
その後スコットはふたたびハリウッドとグレアムのもとへ行き、ゼルダは病院に戻った。しかしアシュビルで病状は快方に向かい、入院してから4年の1940年3月には、退院の運びとなった。ゼルダは40歳近くになり、友人たちとも長く疎遠になっただけでなく、もはや大金とも縁が無かった。スコットは自分の過ちを責めるだけでなく、かつての友人であるヘミングウェイの変わらぬ成功者ぶりにもますます攻撃的になった。彼らはスコットが倒れる1940年12月まで互いに頻繁に手紙を交わしていた。1940年12月21日、スコットは最後の長編小説を執筆している途中で、長年のアルコール依存症からくる心臓発作で倒れ、亡くなった。しかし、ゼルダはメリーランド州ロックビルで行われた彼の葬儀に参加することができなかった。
ゼルダは、死の直前までスコットが書き継いでいた小説の原稿を読み、文芸批評家のエドマンド・ウィルソンに手紙を書いた。スコットの遺産を読み込んだウィルソンは、この本を編集することを承知した。ミルフォードによれば、ゼルダからみたスコットの作品には「同時代の人々が手放した、自分を信じ、『生き残ろうとする意志』に根ざしたアメリカ人気質がある。彼女が言うには、それを捨てなかったのがスコットなのだ。彼の作品には生命力とスタミナがある。なぜならスコットは自身に対して揺るぎない信念があったからだ」と述べている。
ウィルソンはスコット未完の小説と、それの書き遺したプロットを編集して『ラスト・タイクーン』として出版した。これを読んだゼルダは、自身2作目の小説「Caesar's Things」を書き始めた。スコットの葬儀に間に合わなかったように、娘スコッティの結婚式にも彼女は出なかった。1943年8月、ゼルダは症状が再発したためハイランド病院に戻った。入退院を繰り返しながら小説を書き続けたが、ついに完成させることはできず、再び絵画に熱中するようになった。1948年3月10日、病院の厨房から火災が発生した。その時ゼルダは電気ショック療法を控え、病室に閉じ込められていたが、炎は荷物用小型エレベーターのシャフトを伝って燃え広がり、病院全体を覆った。非常口は木造であり、火はそこにも燃え広がったために避難することは出来なかった。結局ゼルダを含めて9人の女性が亡くなった。
両親の死後に娘スコッティはこう書いている。

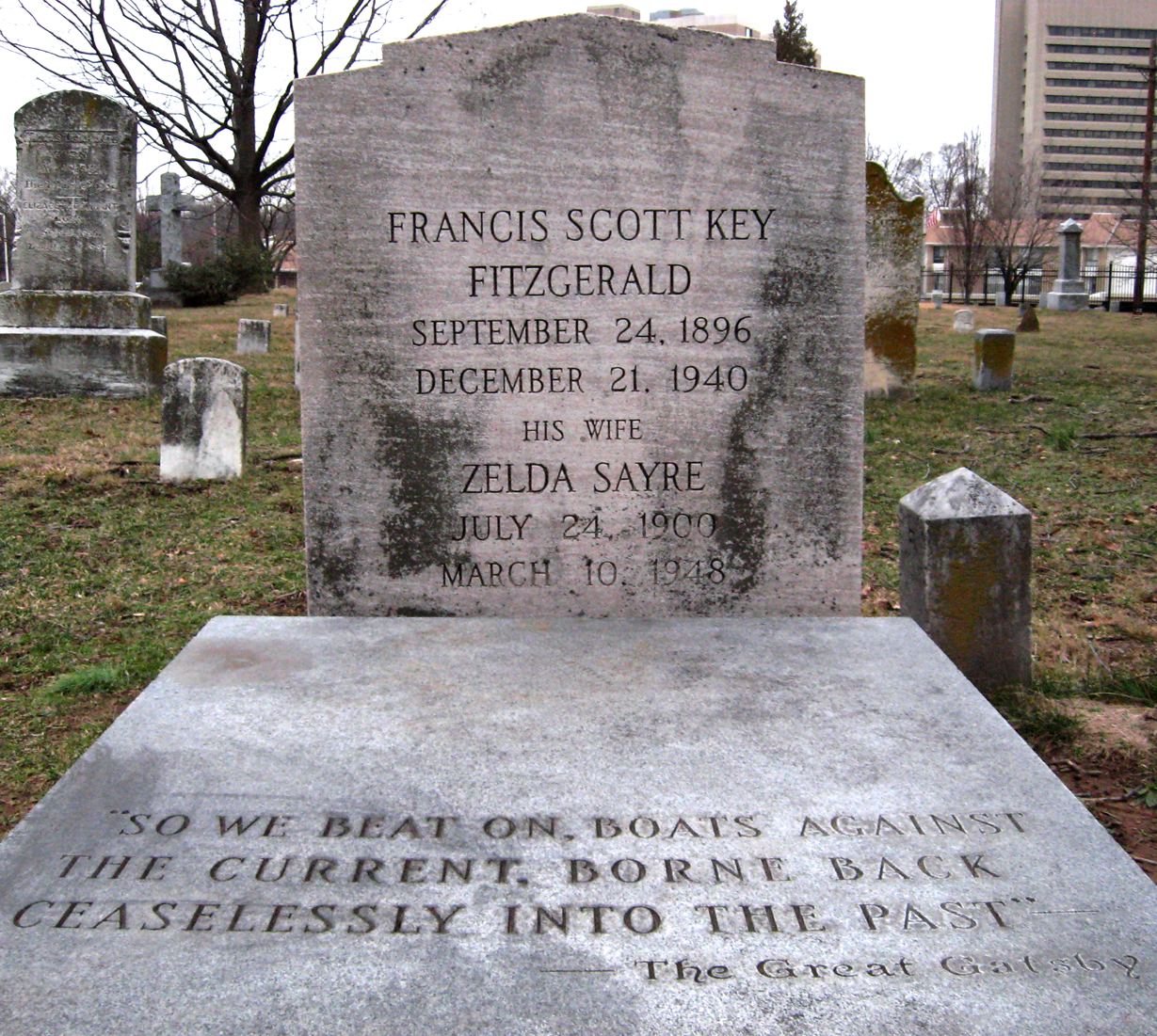
メリーランド州ロックビルにあるゼルダとスコットの墓

ゼルダはロックビルにあるスコットの墓に埋葬された（元々はロックビルのユニオン共同墓地だった）。しかしスコッティの運動が功を奏し、1975年にセントメアリーカトリック教会にあるフィッツジェラルド家の別の墓に改葬された。二人の墓石には、『グレート・ギャツビー』最後の一節が刻まれている。

## 影響
スコットは亡くなるときの自分を落伍者だと考えていたし、ゼルダの死もほとんど注目されなかった。しかしその後すぐにフィッツジェラルドたちへの世間の関心が復活した。1950年に、ハリウッド時代からスコットを知るシナリオライターのバッド・シュルバーグが「夢やぶられて」を書き、スコットに触発された、アルコールで失敗する人物を登場させた。それに続いて1951年にコーネル大学教授のアーサー・マイズナーが「楽園のあちら側」という題のスコット･フィッツジェラルドの伝記を書いて学者たちの間に二人への関心を呼び戻した。マイズナーの伝記はアトランティック･マンスリー誌に連載されたほか、当時のアメリカで最も読まれ、会話に上った定期刊行物の一つライフ誌にも書かれた。そこでスコットは魅力的な落伍者として描かれるとともに、彼が失った可能性こそがゼルダの精神状態を招いたのだったと責められている。
「夢やぶられて」はブロードウェイで1958年に上演され、この年にスコットと関係をもったハリウッドの恋人であるシーラ・グレアムも回想録「愛しき背信者」 を出版してスコットの晩年について記している。この本はベストセラーにもなり、後に映画化された際にはスコット役をグレゴリー・ペックが、グレアム役をデボラ･カーがつとめた。原作も映画も、以前よりも同情的な視線でスコットを描いていた。しかしさらにその後、二人の結婚はまったく違った角度から光があてられた。ナンシー･ミルフォードが1970年に「ゼルダ―愛と狂気の生涯」と題した伝記を出版し、初めて彼女の生涯に大きくページを割いて紹介したのである。この本はピューリッツァー賞と全米図書賞の最終候補作となり、ニューヨークタイムズのベストセラーリストに何週にもわたって掲載された。この本の中でゼルダは独立した一人の芸術家として扱われ、夫の支配下でその才能を過小評価されている女性として描かれた。そして彼女は1970年代のフェミニズム運動の象徴となり、世に知られぬまま可能性を家長制度の社会に抑圧された女性となったのである。
テネシー・ウィリアムズは1980年代の「夏ホテルの装い」でフィッツジェラルドたちの生活を舞台化したが、多くをミルフォードの記述に負っていた。スコットとゼルダはカリカチュアされて、若さを賛美するジャズ･エイジの典型として、ロストジェネレーションの代表として登場する。そしてこの作品は大きすぎる成功の落とし穴についての寓話ともなった。
ポップカルチャーにおけるゼルダという存在の大きさを伝記作家のクラインはこう書いている。「昨今の神話では、ゼルダは20世紀の象徴的な女性になぞらえられる。マリリン・モンローとダイアナ妃だ。彼女たちはみな慣習に反逆し、極端なまでに儚く、死と美とが結びつき、本当の自分自身を飽くことなく追い求め、短い悲劇的な人生を送ったという共通点を持つ、まったく信じがたい女性たちであった。。1989年にスコット&ゼルダ・フィッツジェラルド博物館がアラバマ州モンゴメリで開設された。1931-32年という短い間二人が借りていた家のなかにあり、ゼルダの絵が展示されている数少ない場所の1つである。
キット・ヘスケス＝ハーヴェイの脚本により、レス･リード、ロジャー・クックが詞と曲を書いたミュージカル「美しく呪われし者」が2004年にロンドンのウエスト･エンドで公開された。グロリア（ゼルダ）役はヘレン・アンカーだった。
2005年に作曲家のランク・ワイルドホーンと作詞家のジャック･マーフィーはニュージャージー州マールトンでミュージカル「Waiting For The Moon」を初公開した。ローレン･ケネディが演じたゼルダの視点を中心にした舞台で、たくさんのダンスが採り入れられていた。2005年の7月20日から30日までの短い興業だったが、今も将来的なブロードウエイでの上演に向けてワークショップが行われている。
「もっとも長く活動した女性ロックバンド」としてギネスブックにも記載させている日本のバンド「ZELDA」のバンド名は彼女に因む。
ゼルダの魅力的なイメージはゲームクリエイターにもインスピレーションを与えた。宮本茂は「ゼルダの伝説」シリーズのゼルダ姫の名前について、こう説明している。「ゼルダというのは有名な小説家のF・スコット・フィッツジェラルドの妻の名前です。この人も有名で綺麗な女性だったといろんなところに書かれてますが、名前の響きが好きだったんですね。それで最初のゼルダのタイトルに名前を拝借してみたんです」。

### 再評価
ミルフォードの伝記が出版された事に続き、研究者や批評家はゼルダの仕事の読み直しに取り組み始めた。F.スコット・フィッツジェラルドの研究者であるマシュー・Ｊ・ブルッコリは、1968年版の「ワルツは私と」で次のように書いた。「この作品に読む価値があるとすれば、一部にはF.スコット・フィッツジェラルド作品の解明につながるものは何であれ読む価値があるからだが、何よりもその挫折によって人々の記憶に止められた勇敢で才能ある女性が生前に唯一出版した小説だからである」。しかしこの小説が次第にミルフォードの伝記に沿って読まれるようになると、新たな視点が登場するようになった。1979年にジャクリーヌ・タヴェルニエ＝クルバンはブルッコリの立場に反論してこう書いた。「『ワルツは私と』は、『夜はやさし』と同等の条件で読まれるべき、魅力ある感動的な小説である。両者の間に相対的な長所の指摘を越えた関係づけは不要である」。
「ワルツは私と」は多くの学者の研究対象となり、様々な側面から考察された。例えばスコットの「夜はやさし」における結婚との比較や、1920年代に出現したコモデティ・カルチャーがどのように現代の女性にストレスを与えているか、そしてどのように女性の「精神疾患」の誤解につながっていくのか、などである。
村上春樹も「一読する価値のある作品」だと述べている。彼によれば「たとえは悪いかもしれないけれど、この小説は僕に身体のバランスを崩したまま、ほんとうの気持ちだけでライト前にボールを持って行く野球のバッターを思わせる。」「ゼルダはその作品のバランスの悪さゆえに、彼女の本当の生の気持ちを、我々に叩きつけることに成功しているとも言えるのである。」 。
ブルッコリが編集した「ワルツは私と」を含めたゼルダ・フィッツジェラルドの全集は1991年に出版された。ニューヨークタイムズの批評家ミチコ・カクタニによれば、「この小説が二ヶ月で書かれたというのは驚きだ。欠点があるにもかかわらず読者を引きつけ、楽しませ、感動させている点はそれ以上に驚くべきことだ。ゼルダ・フィッツジェラルドは、この小説において、何か自分そのものをなしとげようとする彼女自身のヒロイックなまでの必死の思いを読者に伝えることに成功している。そして同時に、エドマンド・ウィルソンがかつて彼女の夫について語ったような「言葉を驚きに満ちた虹色の何かに変えてしまう才能」を持った作家として存在感を示すことができている」。
研究者たちは、互いの才能を殺し合ったスコットとゼルダの果たしたであろう役割について検証や議論を続けているが、ゼルダの伝記作家クラインは両者の陣営が「テッド・ヒューズとシルヴィア・プラスをめぐる論争のときのように正反対の立場にある」と指摘している（ヒューズとプラスは詩人の夫妻である。妻プラスの自殺は夫のヒューズに直接的・間接的な原因があるというだけでなく、彼が妻の死後に作品や日記を焼くなど故意に資料を散逸させ「伝記」を操作しようとしたという議論がある）。
ゼルダの美術作品もスコットとは切り離されて再評価を受けている。1950年代と60年代のほとんどで家族の家の屋根裏にしまわれていたが―ゼルダの母親は好みではないという理由でそのほとんどを焼き払ってさえいる―その後研究者が調査を開始しているし、展示会もアメリカとヨーロッパの各地で開かれている。キュレーターのエバーレ・アデールは、ゴッホとオキーフの影響を指摘し、次のように結論づけている。散逸を免れた美術作品は「きわめて重いハンデを乗り越えて魅力的な一連の作品を産み出した、才能ある想像力豊かな女性の手になるものであり、私たちは彼女の人生に過ぎ去った可能性を祝福しようとする感情を呼び起こされる」。

## 日本語訳
- ゼルダ・フィッツジェラルド『こわれる』青山南訳、晶文社〈女のロマネスク〉、1974年。ISBN　978-4-7949-1312-8
  - 原題はSave me the Waltz / 『ワルツは私と（英語版）』
- 『ゼルダ・フィッツジェラルド短篇集：作品と解題』大橋千秋訳、大阪教育図書、1999年。ISBN　978-4-271-11442-0
- マシュー・J.ブラッコリ編『ゼルダ・フィッツジェラルド全作品』青山南・篠目清美訳、新潮社、2001年。ISBN　978-4-10-540601-1